# Eunice Paiva
Maria Lucrécia Eunice Facciolla Paiva (1929 – 2018 ) était une avocate et un symbole de la lutte contre la dictature militaire au Brésil. Elle a œuvré activement pour les droits humains des personnes disparues pendant la dictature civilo-militaire et de leurs familles ainsi que pour la cause indigène,.

## Biographie

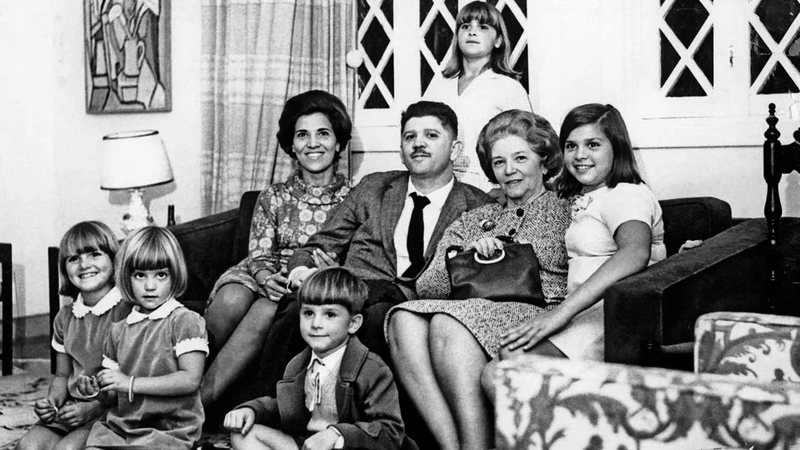
La famille de Rubens Paiva dans les années 1970

Eunice a passé son enfance dans le quartier de Brás à Sao Paulo, où elle a vécu dans une communauté d'Italiens arrivés au Brésil au début du XXe siècle, puis a déménagé avec sa famille dans le quartier de Higienópolis. Dès son plus jeune âge, Elle cultive le goût de la lecture. À l’âge de dix-huit ans, elle obtint un diplôme en littérature de l’Université Mackenzie et parla couramment le français et l’anglais. À l'âge de 23 ans, elle épouse l'ingénieur Rubens Beyrodt Paiva, avec qui elle a eu cinq enfants : Vera Sílvia Facciolla Paiva (1953), Maria Eliana Facciolla Paiva (1955), Ana Lúcia Facciolla Paiva (1957), Marcelo Rubens Paiva (1959) et Maria Beatriz Facciolla Paiva (1960). Elle était amie avec de grands écrivains, tels que Lygia Fagundes Telles, Antônio Calado et Haroldo de Campos.
En janvier 1971, son mari a été kidnappé, torturé et assassiné dans le sous-sol du DOI-CODI (Détachement d'Opérations d'Information - Centre d'Opérations de Défense Intérieure) à Rio de Janeiro par la dictature militaire brésilienne. La famille vivait à Rio de Janeiro lorsque les militaires sont allés à leur domicile et l'ont emmenée, son mari et sa fille Eliana au DOI-CODI, dans le quartier de Tijuca. Eliana a été détenue pendant 24 heures, tandis qu'Eunice est restée 12 jours, soumise à un interrogatoire. En 1973, Eunice est retournée à l'Université Mackenzie et a commencé à étudier le droit, obtenant son diplôme à l'âge de 47 ans.
Elle est décédée le 13 décembre 2018, à l'âge de 89 ans, à São Paulo, après avoir vécu 15 ans avec la maladie d'Alzheimer.
Jouant un rôle central dans la recherche d'informations sur le sort de son mari, Eunice Paiva a mené des campagnes pour l'ouverture de dossiers sur les victimes du régime militaire et est devenue un symbole de la lutte contre la dictature militaire. Par son activisme et ses critiques du régime dictatorial, elle a risqué sa vie, comme le montrent des documents du SNI (Service national de renseignement) rendus publics en 2013, car elle et ses enfants ont été surveillés par des agents militaires de 1971 à 1984. Ce fut l'une des principales forces de pression qui a abouti à la promulgation de la loi 9.140/95 au Brésil, qui reconnaît comme mortes les personnes disparues en raison de leur participation à des activités politiques pendant la dictature militaire. Eunice était la seule parente d'une personne disparue invitée à assister à la cérémonie au cours de laquelle Fernando Henrique Cardoso a signé la loi. Le 23 février 1996, après 25 ans de lutte pour la mémoire, la vérité et la justice, Eunice a réussi à obtenir de l'État brésilien la délivrance officielle du certificat de décès de Rubens Paiva,.
Dans son travail d’avocate, Eunice Paiva a acquis une notoriété croissante en raison de son sérieux et de son engagement. Elle s'est consacré à la cause indigène, travaillant professionnellement contre la violence et l'expropriation injustifiée des terres subies par la population indigène. En octobre 1983, elle signe avec Manuela Carneiro da Cunha, dans la section « Tendances et débats » du journal Folha, l'article « Défendre les Pataxós », qui constitue une étape importante dans la lutte indigène brésilienne et sert de modèle à d'autres peuples indigènes, notamment aux Africains, aux Américains et aux Esquimaux. En 1987, avec d'autres partenaires, elle fonde l'Institut d'Anthropologie et d'Environnement (IAMA), une ONG qui œuvre jusqu'en 2001 pour la défense et l'autonomie des peuples autochtones. En 1988, elle a été consultante auprès de l' Assemblée nationale constituante, qui a promulgué la Constitution fédérale brésilienne.

## Hommages
Sorti en 1978, le documentaire Eunice, Clarice, Thereza, réalisé par Joatan Berbel, raconte l'histoire de trois veuves de prisonniers politiques : Clarice Herzog (veuve du journaliste Vladimir Herzog ) ; Thereza Fiel (veuve de l'ouvrier Manuel Fiel Filho ) ; Eunice Paiva. Trois femmes unies contre la dictature et la répression du régime militaire.
Publié en 2015, le roman autobiographique Je suis toujours la, écrit par son fils, Marcelo Rubens Paiva, aborde la vie d'Eunice Paiva et fait un parallèle entre son histoire et la période de la dictature au Brésil. Le livre a remporté la troisième place au Prix Jabuti, dans la catégorie de nomination du lecteur et a été nommé pour les prix Oceanos et Governador do Estado, entrant dans la liste des meilleurs livres de 2015, par le journal O Globo. En 2024, le livre a été adapté par Walter Salles dans Je suis toujours là, avec Fernanda Torres jouant Eunice des années 1970 et Fernanda Monténégro dans le rôle d'Eunice à la veille de la mort en 2018. Sorti au Brésil le 7 novembre 2024, le film a remporté le prix du meilleur scénario à la Mostra de Venise 2024, garantissant à Fernanda Torres le Golden Globe 2025 dans la catégorie de Meilleur Actrice dans un film dramatique et a reçu trois nominations aux Oscars 2025 : meilleur film, meilleur film international et meilleure actrice pour la performance de Fernanda Torres. Il est le premier film brésilien à recevoir l'Oscar du meilleur film international,,,,,,.
Le 5 avril 2024, l'Assemblée législative de l'État de São Paulo (Alesp) décerne le Collier d'honneur du mérite législatif à trois personnages qui symbolisent la lutte contre la dictature : Clarice Herzog (veuve de Vladimir Herzog ) ; Ana Dias (veuve de l'ouvrier Santo Dias da Silva) ; et, à titre posthume, Eunice Paiva. Les maris des trois femmes ont été assassinés par les forces répressives,.
Le 8 janvier 2025, pour commémorer les deux ans des attentats antidémocratiques de Brasilia, le président Luiz Inácio Lula da Silva a signé le décret créant le Prix Eunice Paiva pour la Défense de la Démocratie, qui doit être décerné chaque année à une personne ayant contribué de manière notable, que ce soit par une activité professionnelle, intellectuelle, sociale ou politique, à la préservation, à la restauration ou à la consolidation du régime démocratique au Brésil. Le prix, en plus de souligner et d'exalter les trajectoires des lauréats, vise à évoquer la mémoire de la lutte d'Eunice Paiva en faveur de la résistance démocratique et de la défense des droits de l'homme,.